# Heinrich Ludwig Lehmann
Heinrich Ludwig Lehmann (* 26. März 1754 in Detershagen bei Magdeburg; † 2. April 1828 in Magdeburg) war Publizist und Journalist. Er wurde insbesondere bekannt als Auslöser des Skandals um den Hexenprozess gegen Anna Göldi.

## Leben und Werk
Heinrich Ludwig Lehmann stammte aus Detershagen bei Magdeburg und studierte in Halle zwei Semester Theologie. Schon als 19-Jähriger reiste er in die Schweiz, nahm eine Stelle als Hauslehrer bei der Bündner Aristokratenfamilie Jecklin in Rodels an und erteilte deren Söhnen und Töchtern Unterricht in Griechisch und Lateinisch. In dieser Zeit befasste er sich intensiv mit der Geschichte des Bündnerlandes und veröffentlichte, allerdings erst in seinen späteren Jahren, mehrere Bücher zu diesem Thema. Etwa acht Jahre verbrachte er im Domleschg und führte ein beschauliches Leben, ehe der Hexenprozess gegen Anna Göldi sein Leben von Grund auf veränderte. Kurz nach dem Prozess brach er Ende August 1782 nach Glarus auf, recherchierte vor Ort diesen mysteriösen Gerichtsfall und befragte auch die Hauptfiguren des Prozesses wie Dr. Tschudi, Ratsherr und Richter, dessen Ehefrau Elsbeth, das angeblich verzauberte Kind Annamiggeli Tschudi sowie den Glarner Pfarrherrn Camerarius Tschudi und den medizinischen Gutachter Johannes Marti. Offensichtlich gewann er das Zutrauen dieser Personen, doch bereits Ende September 1782 reiste er fluchtartig ab und veröffentlichte die berühmte Schrift über den berüchtigten Hexenhandel zu Glarus (Ulm und Zürich März 1783), die den Hexenprozess ins Rollen brachte und europaweit am Ende der Aufklärung helle Empörung auslöste. Zwar erschien schon im Oktober 1782 die erste Schrift über den Fall von Wilhelm Ludwig Wekhrin (1739–1792), doch dieser war nie im Glarnerland und auf Informationen eines Insiders angewiesen. Die glarnerischen Behörden vermuteten deshalb Heinrich Lehmann auch als Urheber dieser Publikation und schrieben ihn zur polizeilichen Fahndung wegen Landesverrats aus.

### Das Stammbuch – Beleg für „Whistleblowing“
Das heute wichtigste Dokument von Heinrich Ludwig Lehmann ist sein privates Stammbuch, eine Art Reisetagebuch, das keineswegs für die Öffentlichkeit bestimmt war. Das Stammbuch war eine Art Poesiealbum, in dem er auf seinen Reisen interessante Begegnungen mit Menschen festhielt. Diese Leute trugen sich mit persönlichen Widmungen ein, später fügte Lehmann eigene Erläuterungen zu diesen Personen hinzu. Das Stammbuch ist heute deshalb so bedeutend, weil sich darin auch die Hauptfiguren des Göldi-Prozesses mit ihrer eigenen Handschrift verewigt hatten. Es gehört zu den wichtigsten Originalquellen im Fall Göldi. Die bedeutendste Stelle im Buch ist der persönliche Eintrag des damaligen Glarner Gerichtsschreibers Johann Melchior Kubli (1750–1835), der Lehmann  – wie dieser im Stammbuch offen bekennt –  heimlich Akten des Hexenprozesses anvertraut hatte. Es ist aus damaliger Sicht ein Beweisstück für Landesverrat, heute liefert der Eintrag den Beweis für einen der ersten Fälle von Whistleblowing in Europa. Am 2. September 1782 hatten sich die beiden Männer in Glarus erstmals und zugleich letztmals getroffen. Beide waren ungefähr gleich alt, standen am Anfang ihrer beruflichen Karriere und waren überzeugte Demokraten. Mit der Publikation des Hexenprozesses wollten sie dafür sorgen, dass dieser nicht als Vergiftungsfall, als „normaler“ Kriminalfall, in der Gerichtsablage des evangelischen Rates von Glarus in Vergessenheit geriet. Ohne die beiden wäre der Hexenprozess gar nie öffentlich geworden. Das Stammbuch zeigt auch die Fluchtwege Lehmanns auf, welcher der Verhaftung mehrmals nur knapp entging. Er flüchtete über Zürich nach Neuenburg bis nach Genua. Hätte man ihn gefasst und nach Glarus ausgeliefert, wäre er zum Tode verurteilt worden.

### Pionier der Pressefreiheit
Lehmann kehrte später in die Eidgenossenschaft zurück und war Lehrer in Büren bei Bern, wo er auch seine Ehefrau kennenlernte. Wenige Jahre später wurde er aber wegen angeblicher Unterstützung der Freiheitsbestrebungen in der Waadt aus der Schweiz ausgewiesen und kehrte mit seiner Familie nach Magdeburg zurück. Allerdings bekam er auch dort wegen seiner demokratischen Gesinnung Probleme und musste sogar ins Gefängnis. „Whistleblower“ Johann Melchior Kubli übersiedelte später nach Quinten am Walensee und stieg zum St. Galler Regierungsrat und schweizerischen Justizreformer auf. Beide setzten sich bis zu ihrem Lebensende für Gesinnungs-, Meinungsäußerungs- und Pressefreiheit ein.

### Stammbuch kehrt 2020 nach Glarus zurück
Die Erhaltung des Stammbuches von Heinrich Ludwig Lehmann ist dessen Urneffen Harald Lehmann in Zweibrücken, Deutschland, zu verdanken, der während Jahren die einstigen Werke seines Verwandten gesammelt und zusammengetragen hatte. Das Stammbuch erwarb er nach der Wende in den 1990er Jahren auf einer Auktion eines Berliner Antiquariats. Erstmals öffentlich wurde die Brisanz dieses einmaligen Fundstückes 2007 durch das vom Glarner Juristen und Journalisten Walter Hauser veröffentlichte Sachbuch Der Justizmord an Anna Göldi. Als Dank für die jahrelange Forschungszusammenarbeit und Freundschaft schenkte Harald Lehmann das Stammbuch im Jahr 2020 der Anna-Göldi-Stiftung bzw. dem Anna-Göldi-Museum in Glarus. Seit 2021 ist das Museum dank Lehmann sogar im Besitz praktisch des gesamten literarischen Nachlasses von Heinrich Ludwig Lehmann, der insgesamt etwa 60 Schriften umfasst. Diese einmalige Sammlung von Werken Lehmanns soll in den nächsten Jahren noch von Fachleuten detailliert untersucht und ausgewertet werden.

## Literarisches Erbe
Lehmann war kein begnadeter Schriftsteller und Stilist, auch seine Schrift über den Hexenhandel zu Glarus war kein literarisches Meisterwerk und enthält auch widersprüchliche Angaben zum Fall. Die Vorzüge Lehmanns lagen jedoch in seinem vielfältigen Wissen als Sprachlehrer und als hartnäckig recherchierender Journalist, der sich in einer Zeit des Umbruchs für Demokratie und gegen Justizwillkür einsetzte und dadurch auch ein hohes persönliches Risiko einging.
Bekannt sind auch die Werke, die er über das Bündnerland und die Schweiz schrieb, namentlich Die Landschaft Veltlin […] (1797), Die Republik Graubünden […] (2 Tl., 1797–99), Die Grafschaften Chiavenna und Bormio […] (1798), Das Bisthum Basel […] (1798) und Die sich freywähnenden Schweizer […] (2 Bde., 1799).